# Maizières-lès-Metz
Maizières-lès-Metz – miejscowość i gmina we Francji, w regionie Grand Est, w departamencie Mozela.
Według danych na rok 1990 gminę zamieszkiwało 8 901 osób, a gęstość zaludnienia wynosiła 1 009 osób/km² (wśród 2335 gmin Lotaryngii Maizières-lès-Metz plasuje się na 41. miejscu pod względem liczby ludności, natomiast pod względem powierzchni na miejscu 680.).